# Transformers Armada
Transformers Armada (超ロボット生命体トランスフォーマー マイクロン伝説, Cho Robotto Seimeitai Transformer Maikuron Densetsu) / Super Living-Robot Transformer The Legend of Micron - Transformers: Micron Legend) est une série télévisée d'animation de science-fiction américano-japonaise en 52 épisodes de 20 minutes, produite par les studios Nippon Animation et diffusée aux États-Unis entre le 23 août 2002 et le 12 décembre 2003 sur Cartoon Network. Elle est la première partie de la saga, intitulée la Trilogie d'Unicron.
En France, la série a été diffusée à partir du 13 septembre 2003 sur M6 dans l'émission M6 Kid puis rediffusée sur Télétoon.

## Synopsis
Sur la planète Cybertron, deux factions de robots vivants, les Autobots et les Decepticons (appelés les Decepticans en VF), se livrent une guerre sans merci. Le sujet de cette guerre : les Mini-cans, une autre faction de robots, ayant la faculté de se combiner entre eux ou avec les robots des autres factions pour augmenter leur puissance.
Lorsque les Mini-cans réalisent qu'ils sont la cause de cette guerre, ils choisissent de quitter Cybertron à bord d'un immense vaisseau. Alors qu'une paix fragile s'établit sur la planète, le vaisseau des Mini-cans part en hyperespace, et s'écrase sur la Lune de la Terre. Les Mini-cans sont largués et éparpillés un peu partout sur la planète.
Des années plus tard, en 2010, trois adolescents, nommés Rad, Carlos et Alexis, réactivent involontairement des Mini-cans, provoquant ainsi l'arrivée d'Autobots et de Decepticons sur Terre. Alors que la guerre pour les Mini-cans reprend, les enfants s'allient aux Autobots pour stopper les Decepticons. Mais les deux camps ignorent qu'une menace bien plus grande est sur le point de surgir...
Prélude de Transformers Energon, cette série explique l'origine d'Unicron, des Mini-cans, et de la puissance de l'énergon. Par ailleurs, elle présente une version atypique du personnage de Starscream.

## Personnages

### Autobots
- Optimus Prime (camion remorque)
- Hot Shot (voiture sport jaune)
- Jetfire (navette spatiale)
- Red Alert (ambulance)
- Smokescreen / Hoist (grue / excavatrice)
- Scavenger (bulldozer)
- Blurr (voiture de course)
- Sideswipe (voiture sport bleue)

### Decepticans
- Megatron / Galvatron (tank de combat)
- Thrust (avion de chasse)
- Cyclonus (hélicoptère)
- Demolisher (lance-missiles terrestre)
- Starscream (avion de chasse)
- Tidal Wave (vaisseau de guerre)
- Wheeljack (voiture sport noire)

### Unicron et ses alliés
- Unicron (planète)
- Sideways (moto)
- Nemesis Prime (camion remorque noir)

## Voix françaises
- Michel Dodane : Optimus Prime et Scavenger
- Guillaume Orsat : Megatron et Red Alert
- Romain Redler : Hot Shot et Fred
- Olivier Destrez : Cyclonus, Demolisher et Blurr
- Yoann Sover : Rad
- Jimmy Redler : Carlos
- Élodie Ben : Alexis
- Alexandre Gillet : Billy, Starscream, Smokescreen et Sideways
- Vincent Barazzoni : Jetfire et Thrust

## Épisodes
1. La découverte (First Encounter) : Les enfants découvrent un vaisseau et se font attaquer par Mégatron
2. Métamorphoses (Metamorphasis) : Optimus prime, Hot Shot et Red Alert sauvent les enfants de Mégatron et Starscream
3. La base (Base) : Optimus bat Mégatron mais Cyclonus récupère le premier minican pour le donner à Demolisher
4. Camarades (Comrade) : Mégatron et Starscream tendent un piège mortel à Optimus
5. Un travail d'équipe (Soldier) : Hot Shot récupère un mystérieux minican
6. La forêt en feu (Jungle) : Starscream récupère un minican et s'en sert pour détruire une forêt
7. Carnaval (Carnival) : Les minicans vont au carnaval
8. Le temple (Palace) : Les enfants, poursuivis par Demolisher, retrouvent un minican
9. Les otages (Confrontation) : Cyclonus enlève les enfants et les échange contre les minicans
10. Dans le métro (Underground) : Optimus retrouve son ami Smockscreen
11. La cité engloutie (Ruin) : Les enfants découvrent l'origine du mystérieux minican
12. Le volcan (Prehistory) : Mégatron essaie de récupérer un mystérieux minican
13. Une visite mouvementée (Swoop) : Les 3 minicans mystérieux s'assemblent en épée céleste.
14. Une arme redoutable (Overmatch) : Hot shot, le possesseur de l'épée céleste, affronte le deceptican Scavenger
15. La mystérieuse moto (Gale) : Un autobot, Sideways, arrive.
16. La trahison (Credulous) : Sideways devient deceptican et prend l'épée céleste à Hot shot
17. L'espion surprise (Conspiracy) : Scavenger trahit Mégatron et se joint aux autobots
18. Une affaire de confiance (Trust) : Hot shot a du mal à avoir confiance en Scavenger
19. Une journée de congé (Vacation) : Une inondation menace la ville
20. Un précieux renfort (Reinforcement) : Blurr rejoint les autobots sur terre mais les decepticans mettent la main sur le dernier minican du bouclier ardent
21. Une bataille décisive (Decisive Battle) : Mégatron affronte Optimus avec le bouclier ardent et l'épée céleste
22. L'embuscade (Vow) : Mégatron cherche à retrouver le bouclier ardent
23. Rebellion (Rebellion) : Starscream lève un complot contre Mégatron
24. Un virus envahissant (Chase) : Sideways envoie les enfants dans le cyberespace et ils se font attaquer par un virus du nom d'Unicron
25. Tacticien (Tactician) : Trust met au point un ultime plan contre les autobots
26. Le remplaçant (Link Up) : Après l'arrivée de Jetfire, Optimus est gravement blessé
27. Qui est le traître ? (Detection) : Sideways trahit les decepticans.
28. Le réveil (Awakening) : Tidalwave essaie de détruire Optimus
29. Désespoir (Desperate) : Tidalwave fusionne avec Mégatron, et les enfants retrouvent les 3 minicans du laser fatal
30. La fuite ratée (Runaway) : Les enfants cachent le laser fatal et se font attaquer par Trust
31. Le fantôme du passé [1/2] (Past [1/2]) : Hot Shot retrouve son ami Wheeljack, qui est devenu un deceptican
32. Le fantôme du passé [2/2] (Past [2/2]) : Hot Shot, accompagné de son nouvel ami Sideswipe, attaque Wheeljack
33. Le sacrifice (Sacrifice) : Mégatron et Tidalwave attaquent les autobots et Smockscreen y laisse la vie. Les decepticans s'emparent du laser fatal
34. Un allié douteux (Regeneration) : Starscream s'allie aux autobots et Smockscreen devient Hoist.
35. La libération (Rescue) : Starscream et Optimus attaquent la Lune où se trouve Mégatron
36. Souvenirs de Mars (Mars) : Mégatron et Tidalwave attaquent Starscream sur Mars
37. Mauvaise surprise (Crack) : Starscream se rallie aux decepticans et vole, avant de partir, le bouclier ardent et l'épée céleste
38. La terrible menace (Threaten) : Mégatron fusionne l'épée céleste, le bouclier ardent et le laser fatal pour créer l'hydre de feu
39. L'impensable fin (Crisis) : Optimus essaie de détruire l'hydre de feu avec Jetfire mais Optimus se sacrifie pour sauver la terre
40. Le nouveau chef (Remorse) : Hot Shot devient le chef des autobots
41. Le grand départ (Depart) : Les enfants veulent accompagner les autobots sur Cybertron mais Hot Shot n'est pas d'accord
42. Le miracle (Miracle) : L’énergie de la Matrix fait revenir Optimus prime à la vie
43. Illusions (Puppet) : Mégatron se fait tuer par Nemesis Prime mais, alors que les autobots allaient fêter leur victoire, Mégatron se transforme en Galvatron
44. Le trou noir (Uprising) : Galvatron et Tidalwave attaquent Cybertron avec l'hydre de feu
45. Le traître est démasqué (Dash) : Trust dérobe l'hydre de feu à Galvatron pour la donner à Sideways
46. L'origine des Minicanes (Drift) : À la poursuite de Trust, Hot Shot et Wheeljack, qui se sont réconciliés, découvrent que les minicans ont été créés par Unicron
47. Le labyrinthe souterrain (Portent) : Hot Shot et Wheeljack se font attaquer par Sideways
48. La fin de Starscream (Cramp) : Starscream affronte Galvatron qui ne veut pas reconnaître qu'Unicron est une trop grande menace
49. La surprenante alliance (Alliance) : Après la mort de Starscream, Unicron se transforme et cherche à détruire Cybertron
50. L'union (Union) : Optimus et Galvatron s'allient contre Unicron et les autobots et decepticans se réconcilient
51. L'assaut final (Origin) : Les minicans utilisent leurs énergies pour détruire Unicron et Sideways
52. Le dernier combat (Mortal Combat) : Alors que tout semblait enfin terminé, Galvatron défie Optimus dans un dernier combat.